# زيلو (تطبيق)
زيلو (بالإنجليزية: Zello)‏ هو عبارة عن تطبيق خدمات ڤو آي بي (voip) يسمح للمستخدمين بالتواصل فيما بينهم عن طريق قنوات أو مباشرة من خلال الضغط على زر محاكي لزر إضغط لتتكلم (PTT)، التطبيق متوفر على منصة أندرويد وآي أو إس وبلاك بيري.